# Humájun császár síremléke
Humájun császár síremléke egy Delhi északi részén fekvő épületegyüttes, amely a mogul építészet egyik alkotása. A Mamluk dinasztia idejében a terület KiloKheri erődítményhez tartozott, mely Násziruddin szultán (1268–1287) idején a főváros volt. Humájun császár mellett, akié a központi sír, számos más személy is itt nyugszik. Az épületegyüttes világörökségi helyszín, és az első példa a mogul építkezésre. A mauzóleum stílusa megegyezik az agrai Tádzs Mahaléval.
Később az uralkodó család más tagjait is ide temették, így a végén már 150 halottnak adott végső nyughelyet az építmény. Gyakran a mogul dinasztia nekropoliszának hívják.
A síremléket Hamida Banu Begám, Humájun özvegyének parancsára 1562-ben kezdték építeni. Az építmény készítői az írások szerint Sayyed Muhammad ibn Mirak Ghiyathuddin és édesapja, Mirak Ghiyathuddin volt, akiket Heratból hozattak. Az építése nyolc évig tartott. Mikor kész lett, stílusa a csárbag stílusára hasonlított, s ebből a fajtából ez volt az első a körzetben.

## Leírása
A sír egy nagy kert közepén helyezkedik el, amit csatornákkal összekötött medencék díszítenek. A főbejárat a déli oldalon van, és egy másik bejárat még a nyugati oldalon található. Pontosan az északi és a nyugati fal közepénél van egy pavilon és egy fürdő.
Maga a mauzóleum egy magasan fekvő, széles síkon van, amihez alacsony boltíves út vezet. Fentről nézve az építmény szabálytalan nyolcszög, négy hosszabb és négy rövidebb oldala.

## Karbantartása
Az Aga Khan Kulturális Egyesület (AKTC) által végzett felújítás 2003 márciusában fejeződött be, s ennek a végén lehetővé vált, hogy a víz még egyszer átfolyjon a kerten. A munkához szükséges pénzt IV. Aga Khantól, a muzulmánok akkori vezetőjétől ajándékba kapta India. Ezen felül az AKTC részt vesz egy sokkal jelentősebb felújításban, melynek során Humájun apjának, Baburnak a kabuli sírját újítják fel.

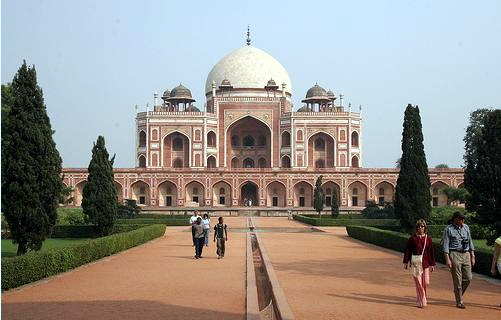
Humján síremlékéről úgy tartják, a mogul építészet egyik mérföldköve.
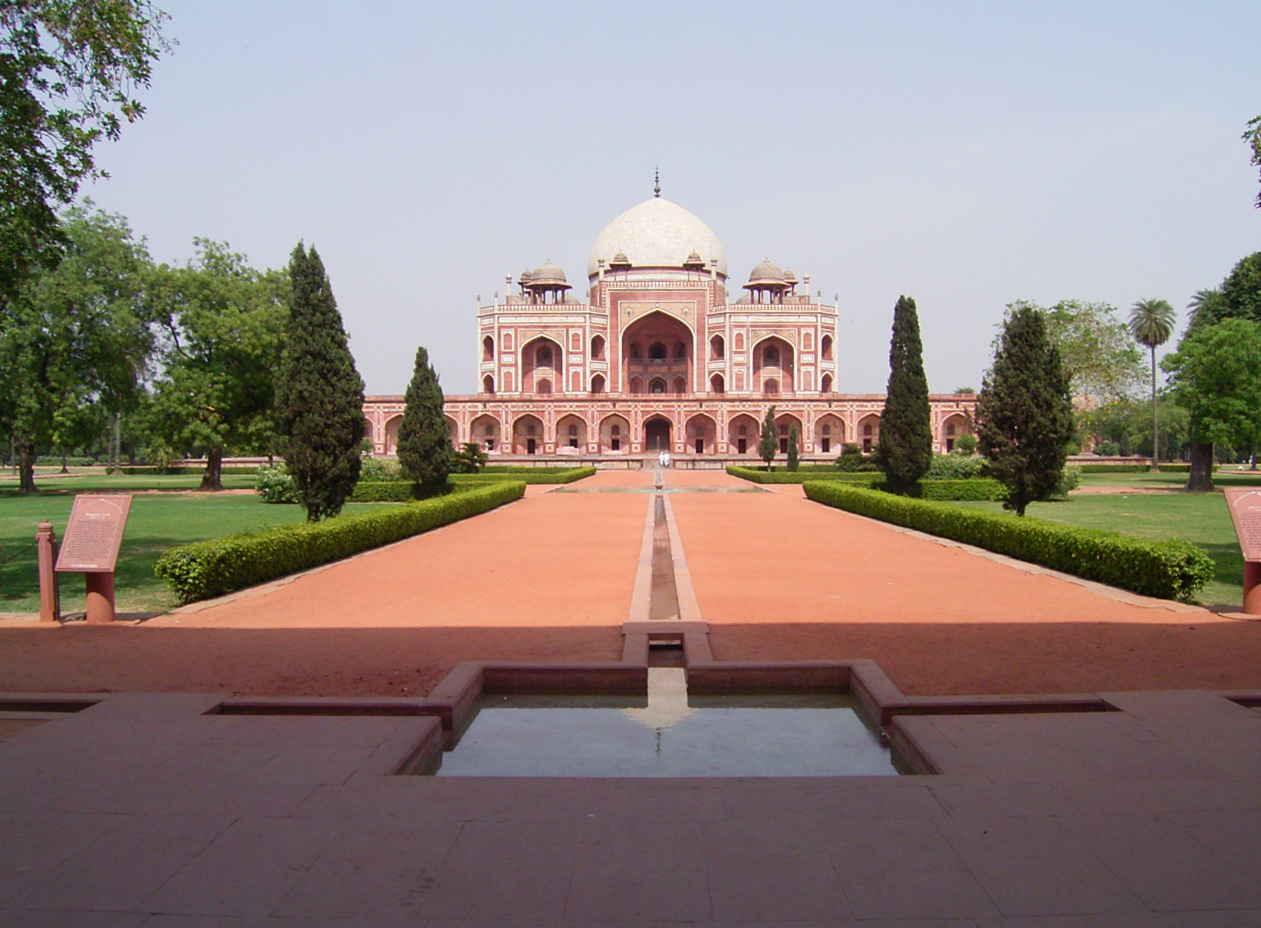
Humájun sírja kis folyókkal tarkított
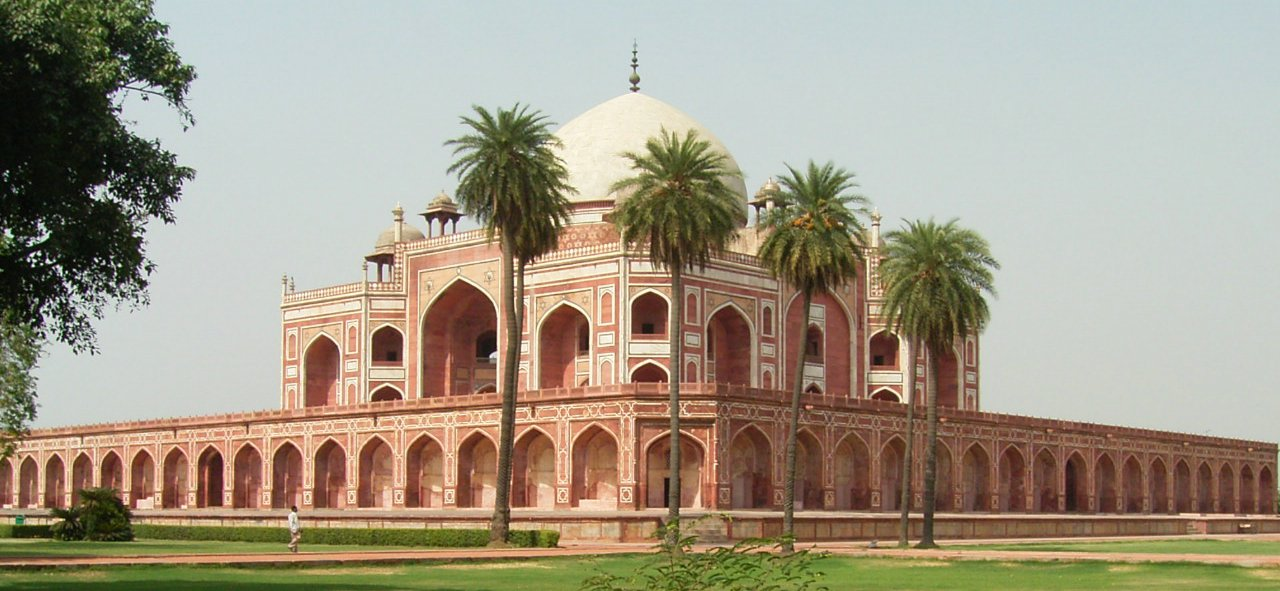
Humájun sírja oldalnézetből
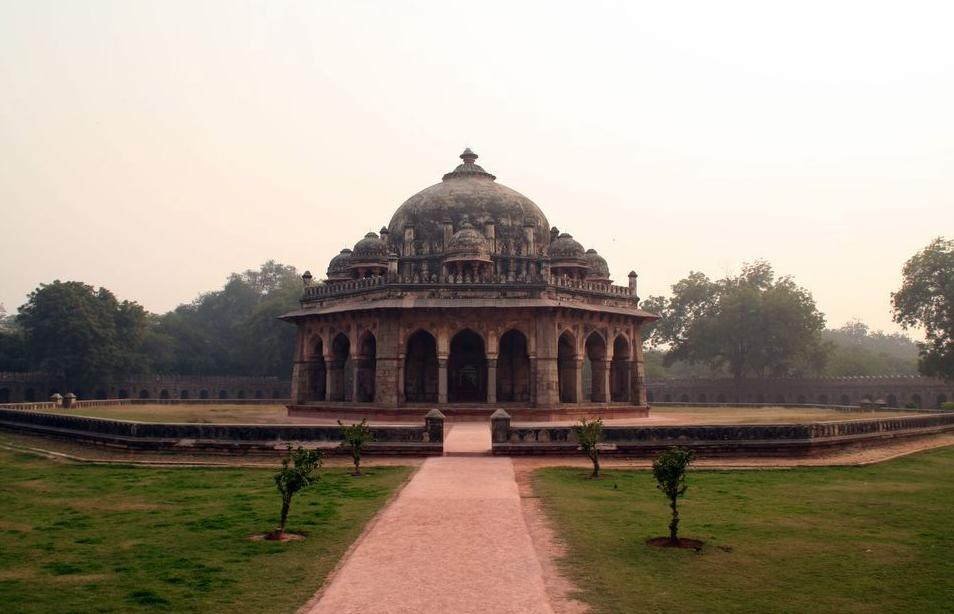
Ali Isa Khan Niazi sírkomplexuma Humájuné mellett

## Külső hivatkozások
- Humájun sírjáról készült képek
- Összeállítás India megóvandó területeiről
- A Google Maps műholdfelvételei
- Az AKTC újraélesztette Humájun sírjának kertjét
- Humájun sírja Delhiban-Tourism-India.com
- Képek Humájun sírjáról Egy 2005-ós hátizsákos túra idejéből Indiából.
- Humájun sírjának panorámafelvétele a at WHTour-on
- A Google Earthhöz kapcsolódó fényképek
- - Humájun sírjának és más delhi helyeknek a fényképei
- Humájáun császár síremléke az UNESCO világörökség honlapján (angolul)